# Портрет царевны Елизаветы Петровны в детстве
Портрет царевны Елизаветы Петровны в детстве — картина французского живописца Луи Каравака, известная в двух вариантах. Датируется второй половиной 1710-х годов. Её вольная копия, «Портрет царевны Елизаветы Петровны в образе Флоры» кисти Г. К. Гроота (1747—1748) — также уникальна по своему откровенному сюжету.

## История создания и судьба картины
Размер портрета, экспонируемого в Михайловском замке, 136 × 103,5 см, на подрамнике имеется надпись: «№ 92 Приписана Левицкому 3500 р. Оц Негри» и сургучная печать, поставленная; стоит штамп: «Г. Р. М. инв. № 417» (цифра зачёркнута).
Французский художник Луи Каравак заключил трёхгодичный контракт о поступлении на российскую службу в Париже 13 ноября 1715 года. В качестве создателя «исторических картин, портретов, лесов, деревень, цветов и зверей в большом, малом и миниатюрном виде» художник обязывался взять себе в помощники русских учеников. В следующем, 1716 году (или даже в декабре 1715 года) художник приехал в Санкт-Петербург, где прожил до конца жизни. Хотя вскоре после прибытия Каравак уже занимался написанием портретов семьи Петра I и самого императора, художник не получил должности «гофмалера» (придворного художника), на которую рассчитывал и которую подразумевал договор. Он служил в ведомстве Городовой канцелярии (по другим сведениям — в Петербургской Губернской канцелярии), затем в Канцелярии от строений, его жалованье составляло 500 рублей в год.

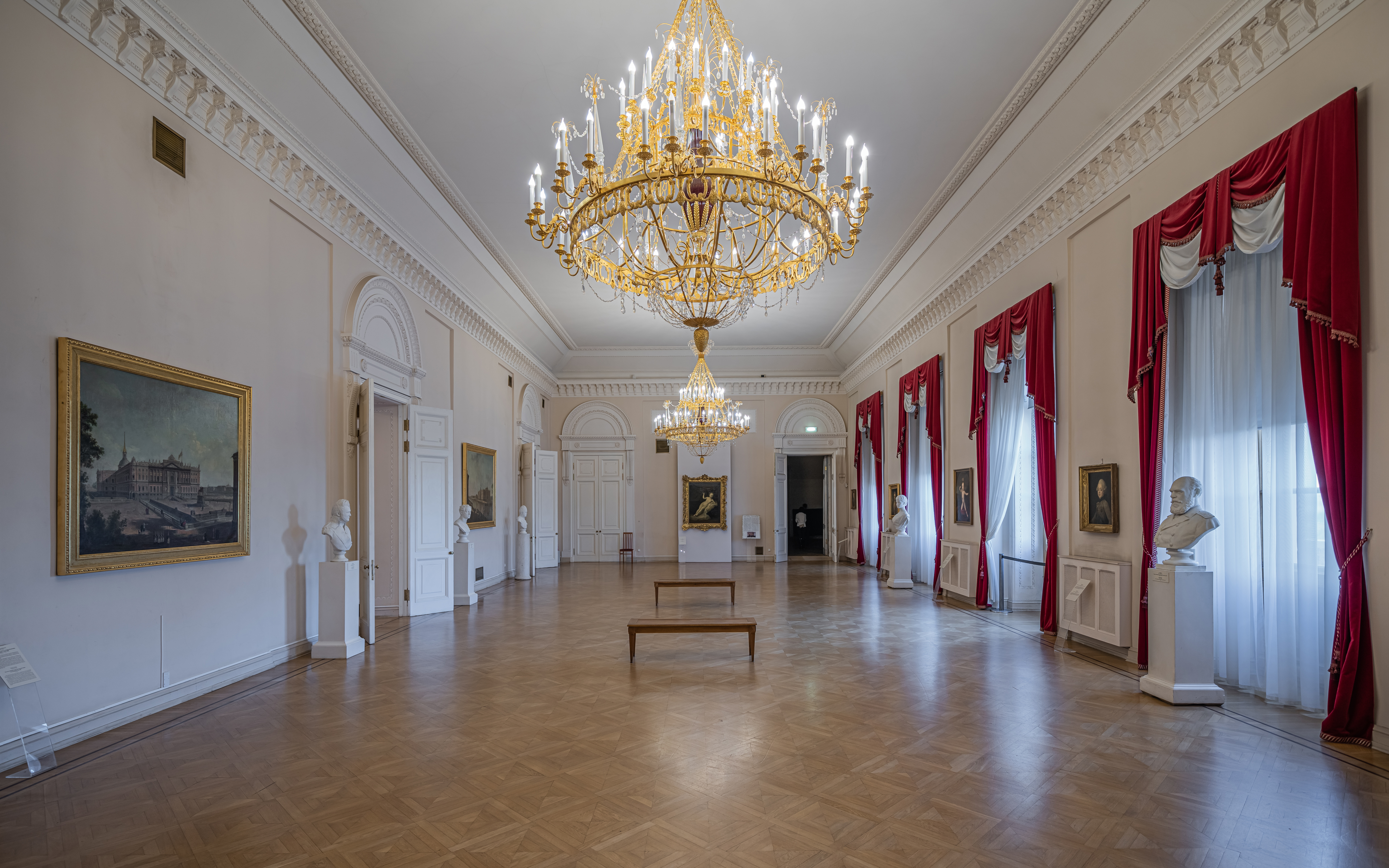
Зал Михайловского замка, где экспонируется картина

Картина «Портрет царевны Елизаветы Петровны в детстве» датируется согласно возрасту изображённой Елизаветы Петровны (1709—1762). На портрете ей около восьми лет. Портрет долгое время тайно хранился в Екатерининском дворце Царского Села. В настоящее время находится в коллекции Государственного Русского музея в Санкт-Петербурге. Выставляется в Михайловском замке. Картина поступила в 1897 году из собрания князя А. Б. Лобанова-Ростовского (Санкт-Петербург) после его смерти в 1896 году.
Существуют две версии причин создания портрета:
- Он должен был демонстрировать европейскую свободу мышления императора, допускающую изображение его дочери в обнажённом виде, узкому кругу приближённых Петра и ограниченному числу дипломатов. Как великий реформатор, Пётр I понимал, что такие произведения приучали русскую публику к требованиям и вкусам Европы Нового времени в эпоху рококо.

- В 1715—1717 годах Пётр I вновь посетил Европу и побывал во Франции, где прощупывал почву для сближения позиций двух стран по поводу идущих в Европе военных конфликтов. Неофициальные источники говорят о планах установления родственных связей между двумя царственными семьями, которые, однако, так и не реализовались[5]. Возможно, портрет связан с желанием родителей выдать Елизавету за её ровесника Людовика XV. В этом случае он предназначался для отправки в Париж будущему жениху. Документальное официальное свидетельство относится к 1719 году, когда 25 июля Анри Лави из России[6] сообщал Гийому Дюбуа в Париж:

Царь рассчитывает заключить с королём союз и убедить со временем Его Величество принять в супружество принцессу, его младшую дочь, очень красивую и хорошо сложенную особу; её можно бы даже назвать красавицей, если бы не рыжеватый цвет волос, что, впрочем, может, измениться с годами, она умна, очень добра и великодушна.— Наумов В. П. Повседневная жизнь Петра Великого и его сподвижников
Этой версии противоречит тот факт, что в этот же период Каравак написал аллегорический портрет другого ребёнка императора, Петра Петровича — царевич был изображён в облике Купидона, также обнажённым.

## Версии портрета
Несмотря на то что портрет не предназначался для широкой аудитории, с него было сделано несколько копий:
| Илл. | Автор          | Описание |
| ---- | -------------- | --- |
|      | Л. Каравак (?) | Миниатюрная копия, находившаяся в Галерее драгоценностей Эрмитажа, приписывалась самому Луи Караваку. Современное её местонахождение неизвестно. |
|      | Л. Каравак (?) | Ещё один «Портрет царевны Елизаветы Петровны в детстве». Искусствоведы и реставраторы отмечают плохую сохранность портрета (многочисленные утраты красочного слоя, его осыпи, размытости), которая затрудняет атрибуцию и не позволяет выставлять картину в постоянной экспозиции. В настоящее время находится в коллекции Государственного Русского музея в Санкт-Петербурге (инвентарный № Ж-9780). Авторство под вопросом, но, вероятно, эта картина — авторское повторение. Холст, масло. Размер — 97,5 × 85,5 см. На обороте пастелью сделана надпись: «Кз 31413 Каравакъ». На верхней планке подрамника находится надпись карандашом: «№ 16 Елис. Петр. ???»; наклейка с надписью синим карандашом: «КП3981, Э24»; на средней — синим карандашом: «701/ Ф. И.»; кистью: «Елисав. Петр.»; на правой вертикальной планке кистью: «IV» и печатная наклейка с надписью чёрным: «122»; на нижней надписи — штамп: «Г. Р.М. инв. № 7071 (номер зачеркнут)»; кистью: «ГЭ 4308». Поступила в Русский музей в 1930 году из Эрмитажа; ранее портрет находился в Романовской галерее Зимнего дворца. Картина поступила в Зимний дворец в 1897 году также из собрания князя А. Б. Лобанова-Ростовского. |
|      | Гроот, Г. К.   | В 1740-е годы Георгом Кристофом Гроотом — «Портрет императрицы Елизаветы Петровны в образе Флоры» (1748—1749, дворец-музей «Царское село» города Пушкина). Гроот выбрал в качестве основы живописного слоя прямоугольную медную пластинку и оформил картину серебряной рамой. Художник подчеркнул изгиб тела, окружил его горностаевым мехом, добавил кокетливый жест пухлой ручки девочки, демонстрирующий зрителю венок из цветов. Голубовато-серый колорит сочетается с цветом серебряной рамы, прихотливые контуры тела и складок драпировки — с линиями гирлянд и цветочных букетов, раковин и лент рамы. Возраст изображённой на его картине девочки значительно старше, чем на картине Каравака. Художник также добавил полноты её фигуре (видимо, ориентируясь на фигуру Елизаветы Петровны в зрелом возрасте). Несколько изменены и цвета, приведённые в соответствие широкой серебряной раме. |
|      | Бухгольц, Г.   | В 1760—1770-х годах (уже в правление Екатерины II) достаточно точная копия сделана художником Генрихом Бухгольцем (1735—1781), эта версия хранится в коллекции Дворцов-музеев и парков Петергофа. |

## Сюжет

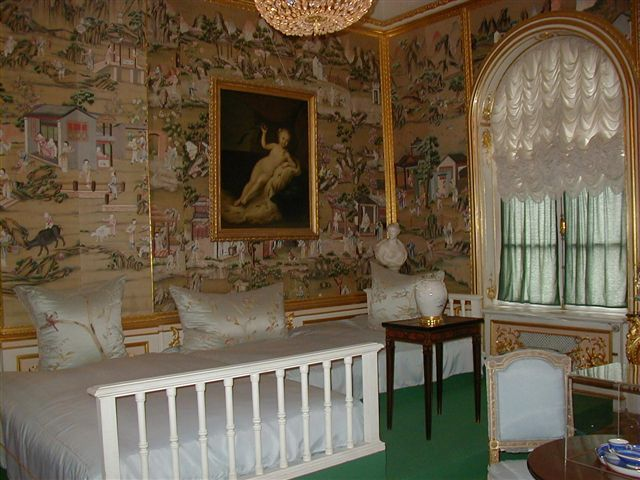
Картина Генриха Бухгольца в интерьере Петергофа

Будущая императрица Елизавета Петровна, дочь Петра I и Екатерины I, изображена обнажённой в образе Флоры, богини цветов, цветения, весны и полевых плодов, лежащей на синей, подбитой горностаем мантии (в ней видят знак принадлежности к императорской семье). В правой руке она держит миниатюру с портретом Петра I, к рамке которой прикреплена Андреевская синяя лента. Фон составляет нейтральная коричневая драпировка с правой стороны. Картина отражает особую модель поведения — «куртуазность», в которой знатный человек ощущал себя участником маскарада, играя в богов и героев античной мифологии или в средневековых рыцарей. Живописный язык обильно насыщен символами, вычурностью и многозначительными жестами.
Ребёнку приданы формы взрослой девушки. В XVIII веке продолжали изображать детей как взрослых. Можно проследить два типа изображений ребёнка в европейской живописи в первой половине XVIII века. Первый — дети изображаются изящными «куклами» взрослых. Второй — как миниатюрная копия взрослого человека. Петровская эпоха считала обучение и воспитание детей задачей государственной политики. На фоне сугубо делового, прагматического воспитания детей их изображения в живописи не составляют исключения. Такой тип преобладал в официальных парадных портретах. Картина Каравака создана в рамках второго подхода, но в ней можно увидеть и отголоски первого. Детство начинает осознаваться обывателями и художниками как особый период в жизни человека в конце XVIII века в эпоху формирующегося сентиментализма и романтизма, само детство начинает разделяться на подэтапы: младенчество, детство, подростковый возраст, юность. Сама хронология детства удлиняется.
Дочери Петра от второго брака обычно изображались без царских атрибутов, как этого требовали правила приличия того времени. Предполагают, что причиной этого было то, что девочки родились до заключения законного брака их родителей.
Портрет Каравака в глазах православного зрителя того времени — кощунство и недопустимая вольность. Вероятно, художник следовал императорскому желанию.

## Двойной портрет

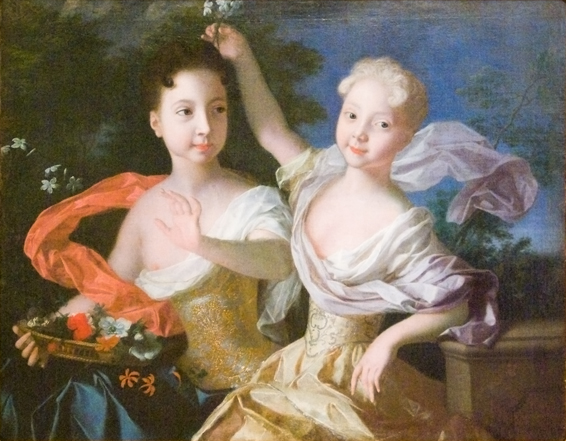
Луи Каравак. Портрет царевен Анны Петровны и Елизаветы Петровны, 1717. Русский музей, Михайловский замок

Луи Каравак написал также портрет царевен Анны Петровны и Елизаветы Петровны (1717, Русский музей), где Елизавета Петровна изображена в том же возрасте со своей сестрой. Анна в возрасте девяти лет и восьмилетняя Елизавета — обе снова представлены в образах маленькой римской богини Флоры. Елизавета Петровна правой рукой поднимает цветок над головой Анны, а Анна защищается левой рукой от её жеста и держит на коленях корзину с цветами.